# 메트로이드 프라임: 페더레이션 포스
《메트로이드 프라임: 페더레이션 포스》는 넥스트 레벨 게임스가 개발하고 닌텐도가 배급한 협동 일인칭 슈팅 게임이다. 《메트로이드》의 하위 시리즈 《메트로이드 프라임》의 외전작으로, 닌텐도 3DS 플랫폼으로 개발돼 2016년 발매됐다.
시간대상 《메트로이드 프라임 3: 커럽션 (2007)》의 이후를 다루며, 플레이어는 은하연방 해병대원으로서 우주해적의 위협을 저지하는 임무를 수행해야 한다. 《메트로이드 프라임》 시리즈의 슈팅 게임플레이와 더불어 협동플레이에 중점을 둔 것이 특징으로, 최대 4인이 온라인으로 협동해 게임을 진행할 수 있다. 게임 본편 내용 이외에 축구에 기반한 대전 게임 모드 〈메트로이드 프라임: 블래스트 볼〉도 수록됐다.
《페더레이션 포스》는 출시 당시 복합적인 평가를 받았으며, 발매 주 일본 판매량이 4천 장 이하로 상업적 실패로 기록됐다.

## 반응

### 출시 후 평론
《메트로이드 프라임: 페더레이션 포스》는 리뷰 애그리게이터 웹사이트 메타크리틱에서 64/100점을 기록해 "복합적 및 평균적인 평가"를 받았다.

## 참조

### 내용주
1. ↑  영어: Metroid Prime: Federation Force
2. ↑  영어: Metroid Prime: Blast Ball